# Lista orașelor din Africa de Sud
Această pagină este o listă a orașelor din Africa de Sud, aranjate alfabetic în cadrul celor nouă provincii ale țării. 
Există oficial doar nouă orașe de dimensiuni mari, corespunzător termenului city/cities din limba engleză.  Toate sunt membre ale rețelei orașelor Africii de Sud. 

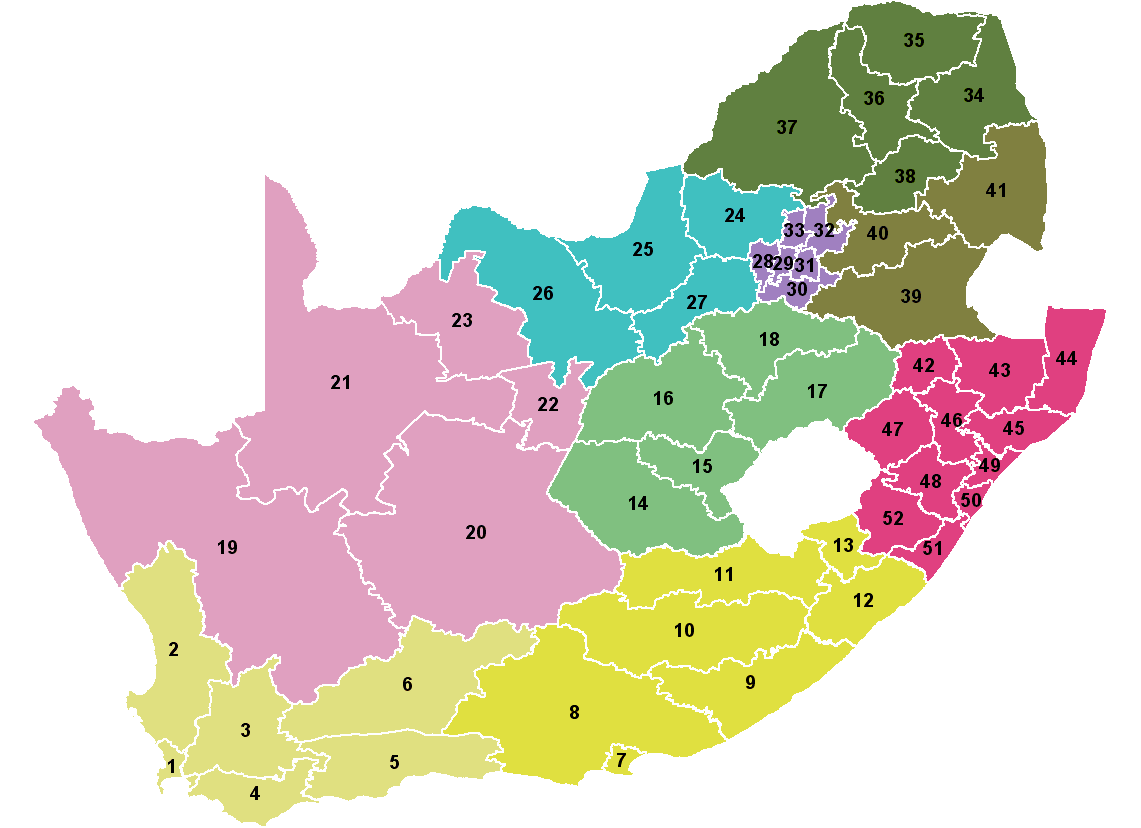
Harta provinciilor şi a districtelor Africii de Sud

- Cape Town, Western Cape
- Port Elizabeth, Eastern Cape
- East London, Eastern Cape
- Durban, KwaZulu-Natal
- Pietermaritzburg, KwaZulu-Natal
- Bloemfontein, Free State
- Johannesburg, Gauteng
- Pretoria, Gauteng
- East Rand, Gauteng

## Lista orașelor din Africa de Sud după provincii

### Gauteng

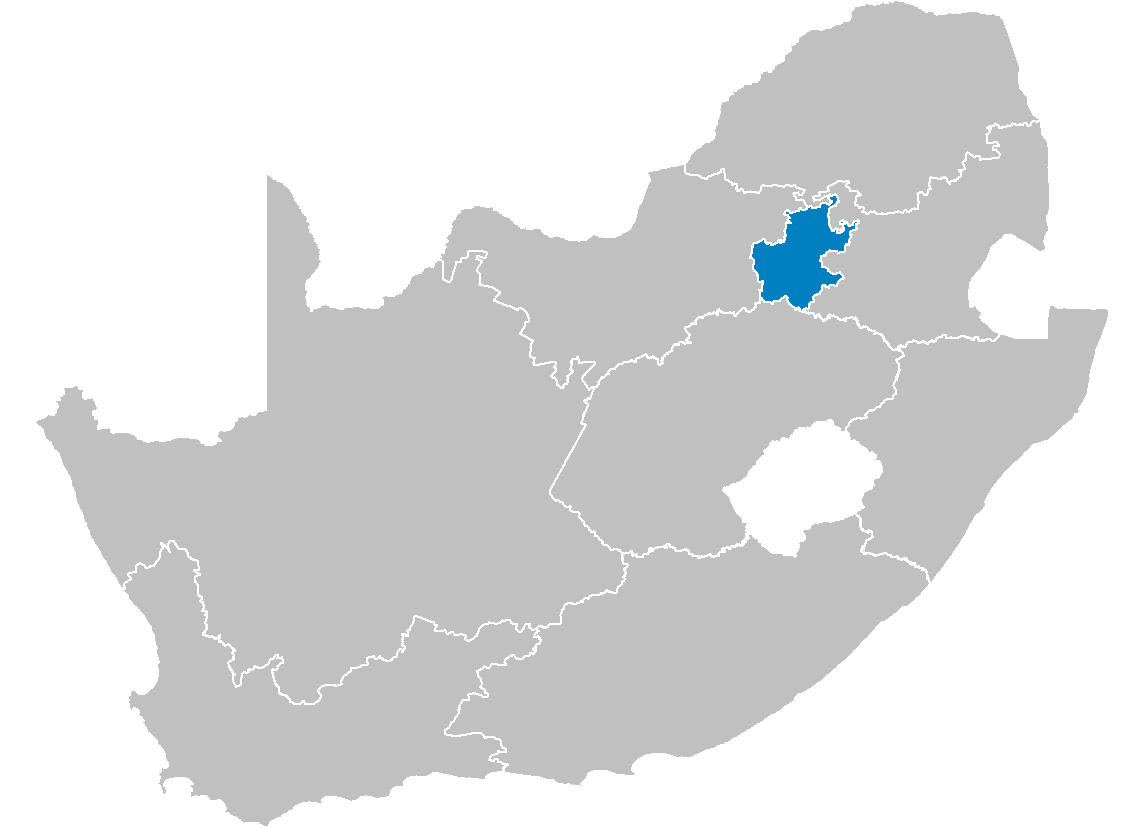
Provincia Gauteng marcată în albastru pe conturul hărții Africii de Sud

| - Akasia - Alberton - Atteridgeville - Bapsfontein - Bekkersdal - Benoni - Brakpan - Bronkhorstspruit - Carletonville - Centurion - Cullinan - Edenvale - Ennerdale | - Germiston - Heidelberg - Irene - Kemptonpark - Krugersdorp - Lenasia - Magaliesburg - Mamelodi - Meyerton - Midrand - Nigel - Randburg | - Randfontein - Randvaal - Roodepoort - Clanwilliam - Sandton - Sebokeng - Springs - Soweto - Tembisa - Vanderbijlpark - Vereeniging - Westonaria |

### Noord-Kaap

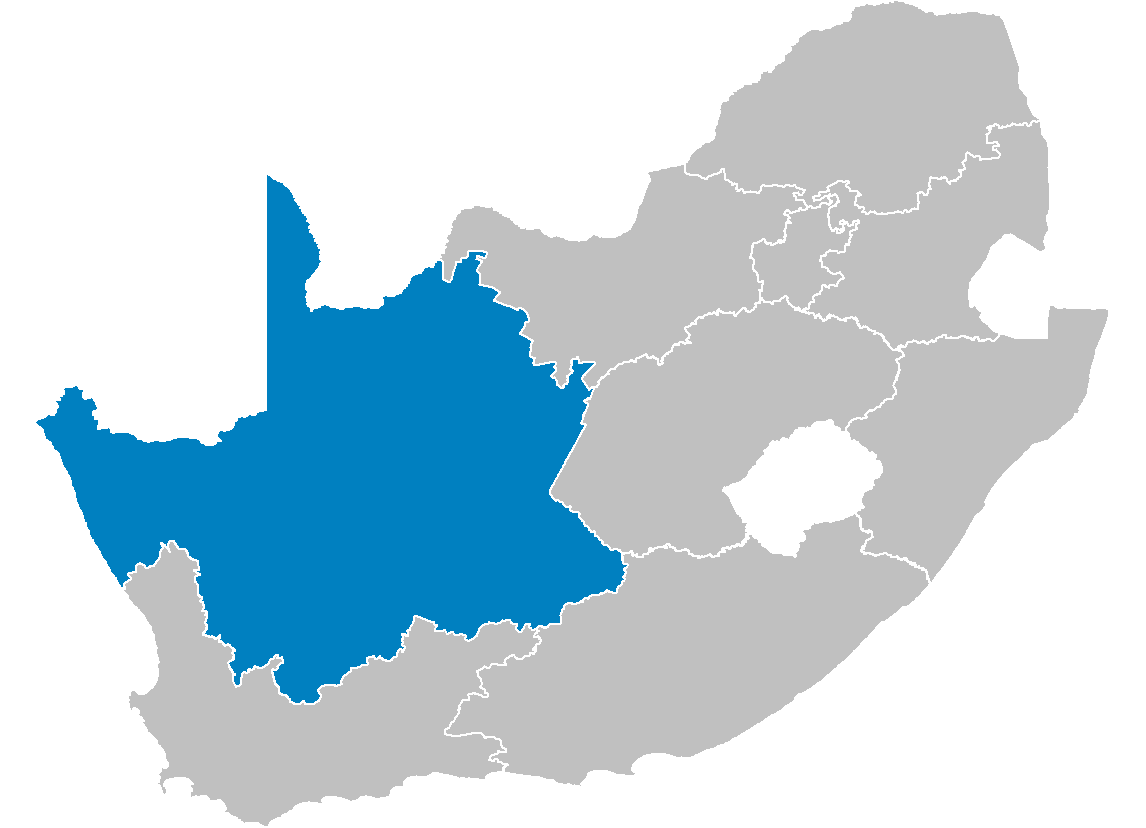
Provincia Noord-Kaap marcată în albastru pe conturul hărții Africii de Sud

| - Alexanderbaai - Barkly-Wes - Brandvlei - Britstown - Calvinia - Campbell - Carnavon - Colesberg - Danielskuil - De Aar - Delportshoop - Dibeng - Douglas - Fraserburg - Garies - Griquastad - Groblershoop - Hanover - Hartswater - Hondeklipbaai - Hopetown - Hotazel | - Hutchinson - Jan Kempdorp - Kakemas - Kamieskroon - Keimoes - Kenhardt - Kimberley - Kleinsee - Kuruman - Loeriesfontein - Loxton - Louisvale - Marydale - Nababeeb - Niekerkshoop - Nieuwoudtville - Noupoort - Pofadder - Postmasburg - Okiep - Olifantshoek - Onseepkans - Orania | - Pella - Petrusville - Philipstown - Port Nolloth - Prieska - Richmond - Ritchie - Sishen - Springbok, Noord-Kaap - Steinkopf - Strydenburg - Sutherland - Vanderkloof - Ulco - Upington - Van Wyksvlei - Victoria West - Vioolsdrif - Vosburg - Warrenton - Williston - Windsorton |

### Wes-Kaap

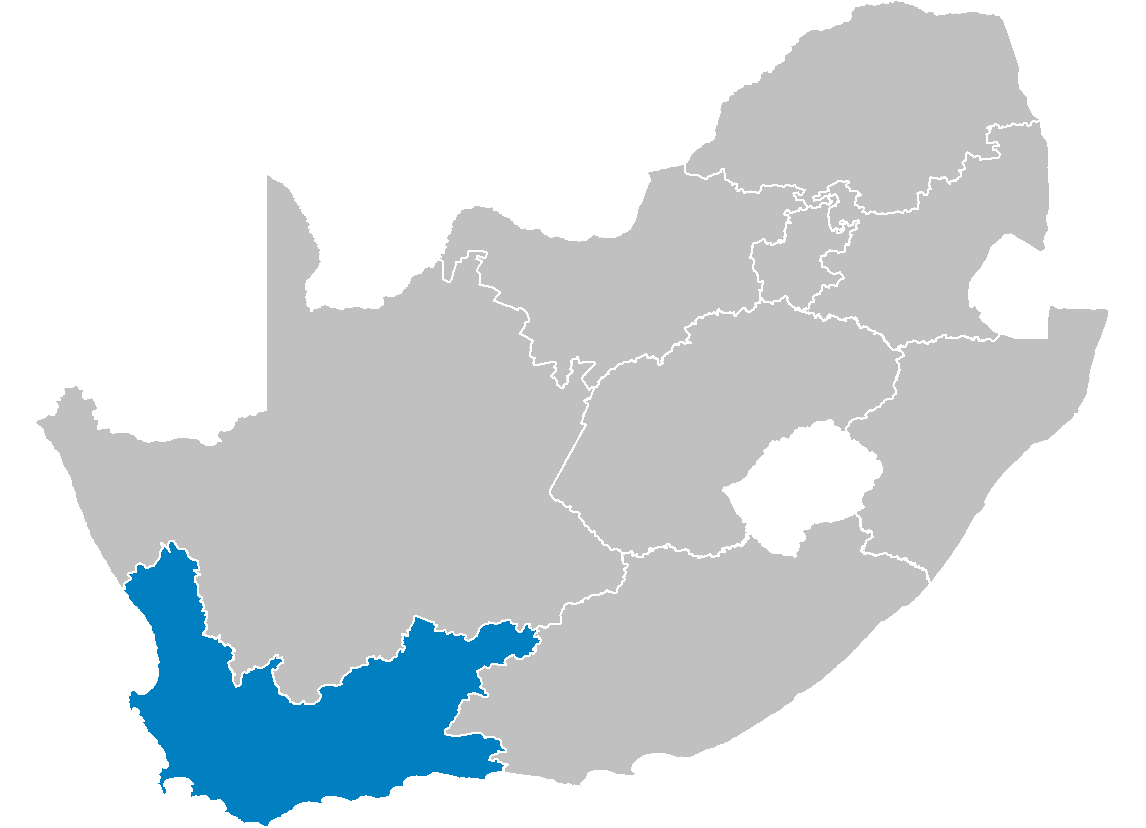
Provincia Wes-Kaap marcată în albastru pe conturul hărții Africii de Sud

| - Albertinia - Arniston - Ashton - Atlantis - Aurora - Bellville - Barrydale - Beaufort-Wes - Bettysbaai - Bloubergstrand - Bonnievale - Botrivier - Bredasdorp - Caledon - Calitzdorp - Ceres - Citrusdal - Clanwilliam - Constantia - Danabaai - Darling - De Doorns - De Rust - Durbanville - Dysselsdorp - Elandsbaai - Elim - Franschhoek - Gansbaai - Genadendal - George - Gordonsbaai - Graafwater - Grabouw - Greyton - Groot Brakrivier - Hawston | - Haarlem - Heidelberg, Wes-Kaap - Herbertsdale - Hermanus - Hopefield - Houtbaai - Kalbaskraal - Khayelitsha - Klawer, Wes-Kaap - Kleinmond - Knysna - Kylemore - Ladismith - Lambertsbaai - Langebaan - Laingsburg - Malmesbury - Matjiesfontein - McGregor - Melkbosstrand - Merweville - Milnerton - Montagu - Moorreesburg - Mosselbaai - Muizenberg - Murraysburg - Nature's Valley - Napier - Oudtshoorn - Paarl - Paternoster - Piketberg - Plettenbergbaai - Pniel - Porterville - Prins Albert - Prince Alfred | - Pringlebaai - Rawsonville - Riebeek-Kasteel - Riebeek-Wes - Riversdale - Riversonderend - Robertson - Rooi Els - Saldanha - Sedgefield - Simonstad - Sir Lowry's Pass - St. Helenabaai - Stanford - Stellenbosch - Stilbaai - Stompneusbaai - Strand - Somerset-Wes - Suurbraak - Swellendam - Touwsrivier - Tulbagh - Uniondale - Vanrhynsdorp - Velddrif - Villiersdorp - Vishoek - Vredenburg - Vredendal - Wellington - Wilderness - Wolseley - Worcester - Wuppertal |

### Oos-Kaap

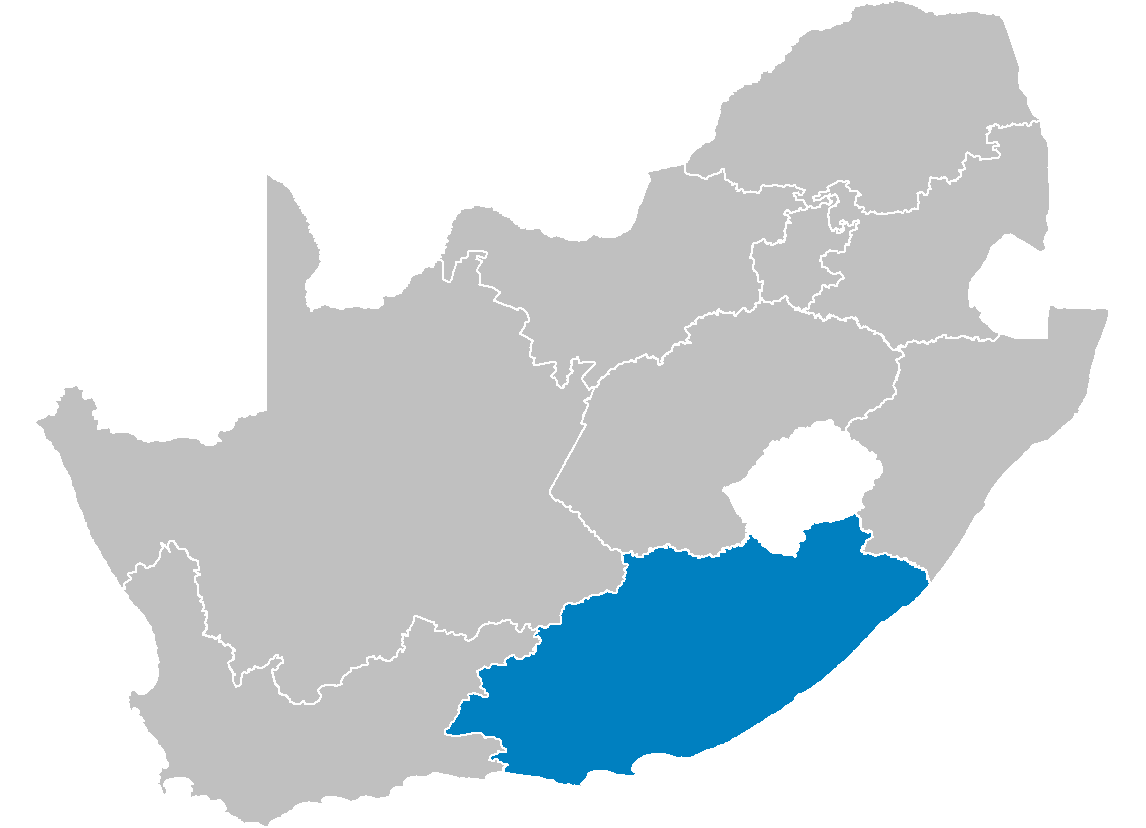
Provincia Oos-Kaap marcată în albastru pe conturul hărții Africii de Sud

| - Aberdeen - Adelaide - Adendorp - Alexandria - Alice - Alicedale - Aliwal-Noord - Balfour - Barkly-Oos - Bathurst - Bedford - Bell - Berlin - Bethelsdorp - Bhisho - Bizana - Blinkwater - Braunschweig - Breidbach - Burgersdorp - Butterworth - Cala - Cathcart - Coffee Baai - Cofimvaba - Cookhouse - Cradock - Despatch - Dordrecht - Dutywa - East London - Elliot - Flagstaff - Fort Beaufort | - Fort Hare - Gonubie Mouth - Graaff-Reinet - Grahamstad - Hamburg - Hankey - Hofmeyr - Humansdorp - Indwe - Jamestown - Jansenville - Jeffreysbaai - Joubertina - Kareedouw - Kei Road - Keiskammahoek - King William's Town - Kirkwood - Klipplaat - Komga - Kruisfontein - Lady Frere - Libode - Lusikisiki - Lady Grey - Maclear - Mdantsane - Middelburg, Oos-Kaap - Molteno - Mount Ayliff - Mount Fletcher - Mount Frere - Mthatha - Nieu Bethesda - Oviston | - Patensie - Patterson - Pearston - Peddie - Petersburg - Port Alfred - Port Elizabeth - Port St. Johns - Potsdam - Queenstown - Rhodes - Riebeek-Oos - Rietbron - Rosmead - Sada - Seymour - Somerset-Oos - Sterkstroom - Steynsburg - Steytlerville - Stutterheim - St. Francisbaai - Summerstrand - Swartkops - Tabankulu - Tarkastad - Tsitsikamma - Tsomo - Uitenhage - Ugie - Venterstad - Whittlesea - Willowmore - Willowvale - Zwelitsha |

### Kwazulu-Natal

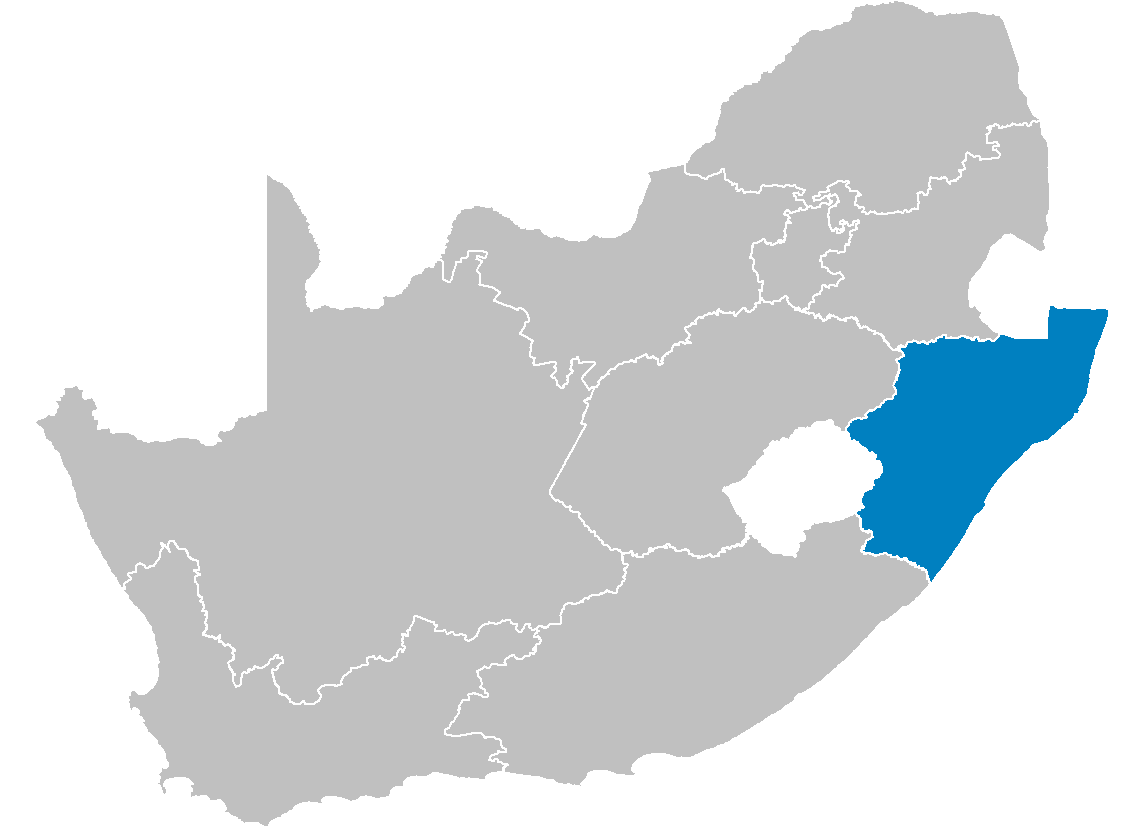
Provincia Kwazulu-Natal marcată în albastru pe conturul hărții Africii de Sud

| - Amanzimtoti - Amatikulu - Bergville - Camperdown - Cedarville - Charlestown - Clermont - Colenso - Dalton - Dannhauser - Darnall - Donnybrook - Dundee - Edendale - Empangeni - Eshowe - Estcourt - Felixton - Franklin - Gingindlovu - Glencoe - Greytown - Hammarsdale - Harding - Hattingspruit - Hibberdene - Hluhluwe - Howick - Inanda - Ingwavuma - Isipingo - Ixopo - Jozini | - Kingsburgh - Kingsley - Kokstad - Kranskop - Kwambonambi - Ladysmith - Louwsburg - Madadeni - Mandini - Marburg - Margate - Melmoth - Matatiele - Mkuze - Mooirivier - Mpolweni - Mtubatuba - Mtwalume - Newcastle - New Hanover - Nongoma - Nottingham Road - Ozizweni - Paulpietersburg - Park Rynie - Pietermaritzburg - Phoenix - Pinetown - Pomeroy - Pongola - Port Edward - Port Shepstone - Queensburgh | - Ramsgate - Richardsbaai - Richmond - Roosboom - Rosetta - Scottburgh - Sea Park - Sezela - Shakaskraal - Stanger - St.Lucia - Tongaat - Ulundi - Umbogintwini - Umhlanga - Umhlanga Rocks - Umkomaas - Umlazi - Umtentweni - Umzimkulu - Umzinto - Underberg - Utrecht - Uvongo - Van Reenen - Verulam - Vryheid - Wasbank - Weenen - Zinkwazi |

### Limpopo

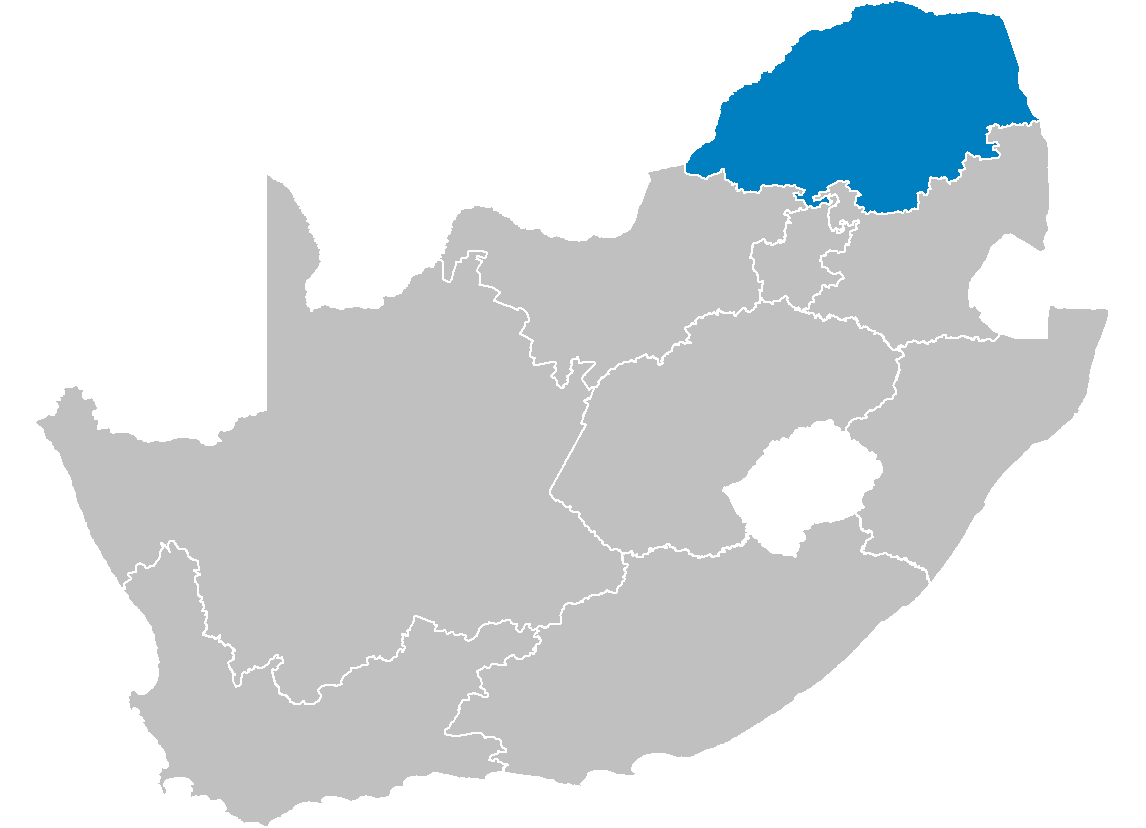
Provincia Limpopo marcată în albastru pe conturul hărții Africii de Sud

| - Bela-Bela - Bosbokrand - Duiwelskloof - Ga-Modjadji - Giyani - Haenertsburg - Laphelale - Ellisras - Lebowakgomo - Louis Trichardt | - Lulekani - Marulaneng - Modimolle - Mookgophong - Musina - Namakgale - Ofcolaco - Penge - Phalaborwa | - Polokwane - Potgietersrus - Roedtan - Soekmekaar - Thabazimbi - Thohoyandou - Tzaneen - Vaalwater - Zebediela |

### Noordwes

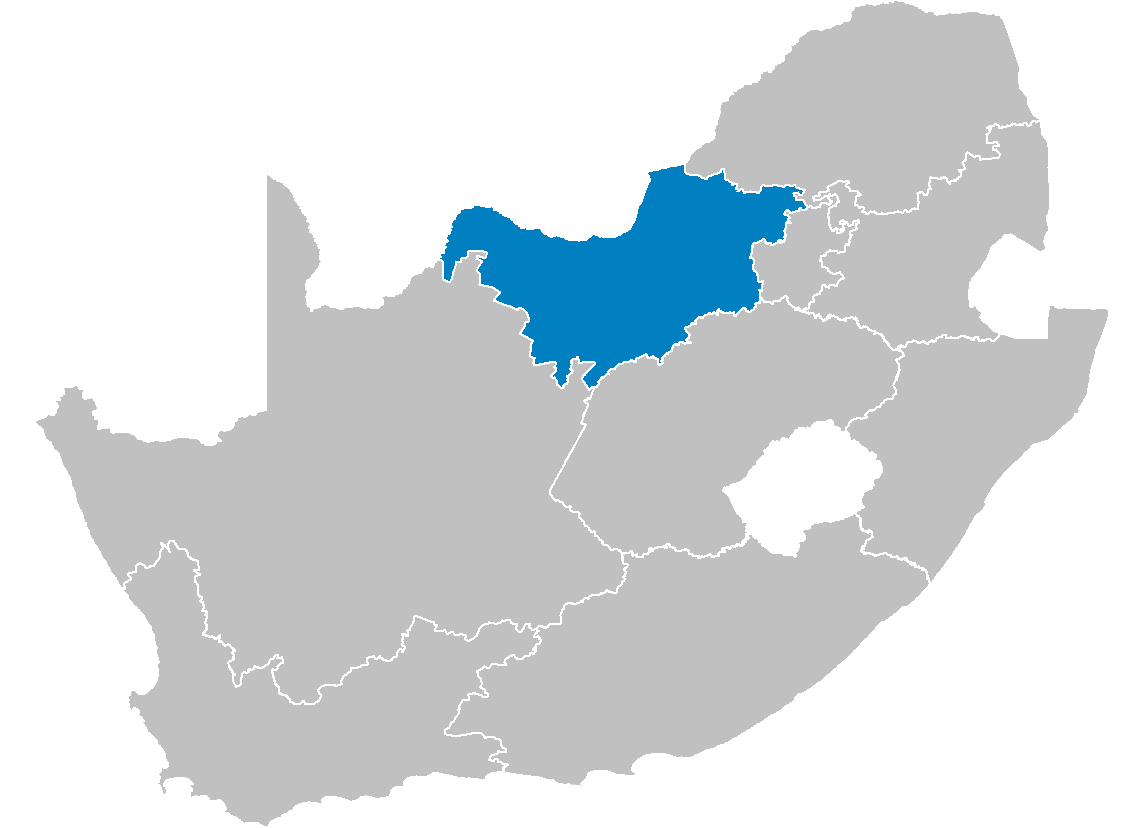
Provincia Noordwes marcată în albastru pe conturul hărții Africii de Sud

| - Amalia - Babelegi - Bakerville - Bloemhof - Brits - Coligny - Christiana - Delareyville - De Wildt - Fochville - Ga-Rankuwa - Groot Marico - Hartbeesfontein - Hartbeespoort | - Klerksdorp - Koster - Leeudoringstad - Lichtenburg - Mabopane - Mafikeng - Makwassie - Marikana - Migdol - Orkney - Ottosdal - Potchefstroom - Reivilo | - Rustenburg - Sannieshof - Schweizer Reneke - Slurry - Stella - Stilfontein - Swartruggens - Taung - Temba - Ventersdorp - Vryburg - Wolmaransstad - Zeerust |

### Mpumalanga

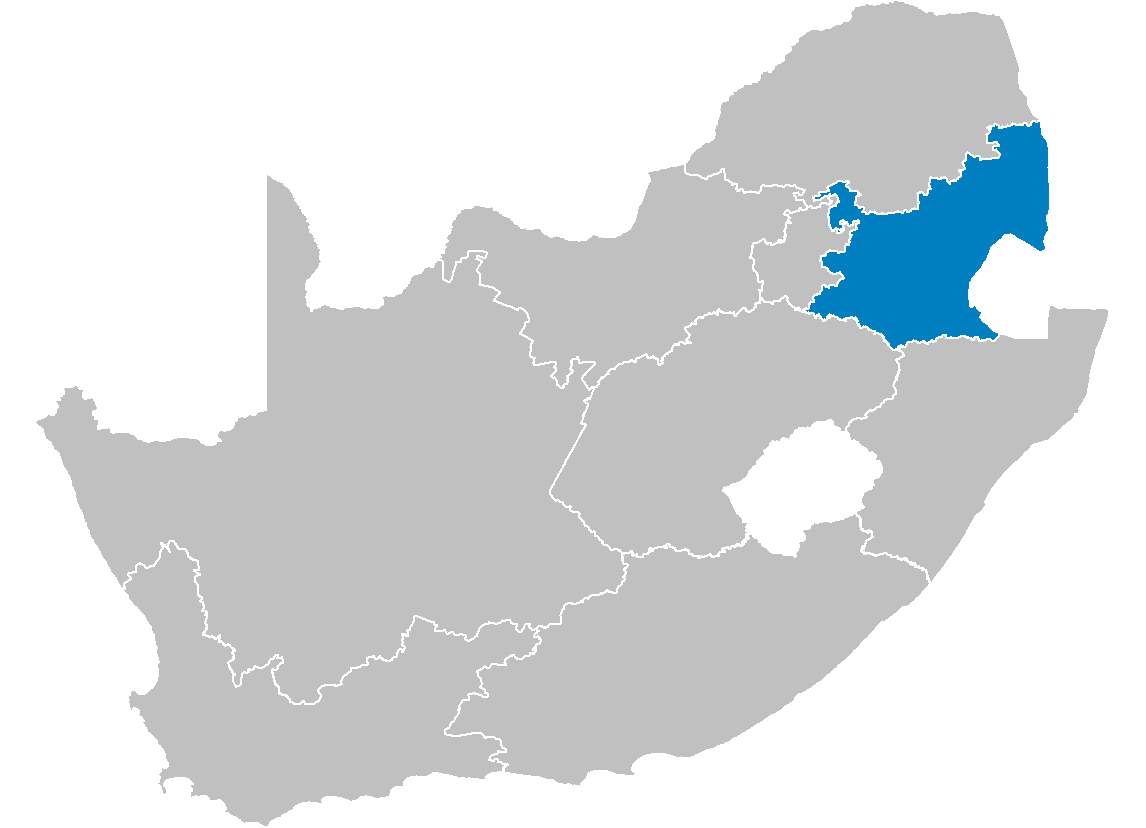
Provincia Mpumalanga marcată în albastru pe conturul hărții Africii de Sud

| - Amersfoort - Amsterdam - Barberton - Balfour - Belfast⁠(d) - Bethal - Breyten - Burgersfort - Carolina - Clewer - Coalville - Delmas - Dullstroom - Eloff - Ermelo - Evander - Graskop - Groblersdal - Greylingstad | - Hazyview - Hendrina - Iswepe - KaNyamazane - Kinross - Komatipoort - Kromdraai - Kriel - KwaGuqa - Leandra - Lothair - Lydenburg - Machadodorp - Malelane - Marble Hall - Marloth Park - Mhluzi - Middelburg, Mpumalanga - Morgenzon | - Nelspruit - Ohrigstad - Ogies - Pelgrimsrus - Piet Retief - Roossenekal - Sabie - Secunda - Sheepmoor - Standerton - Stoffberg - Trichardt - Vandyksdrif - Volksrust - Wakkerstroom - Warburton - Waterval Boven - Witbank - Witrivier |

### Vrystaat

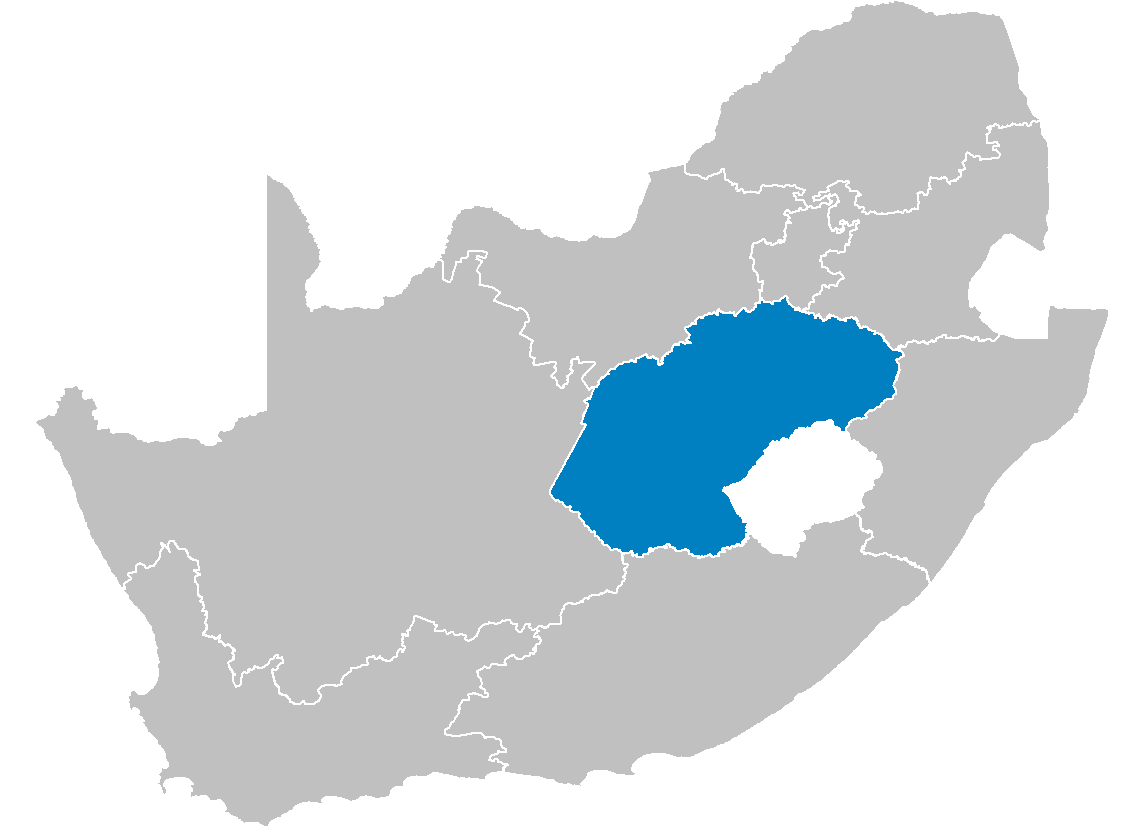
Provincia Vrystaat marcată în albastru pe conturul hărții Africii de Sud

| - Allanridge - Arlington - Bethlehem - Bethulie - Bothaville - Botshabelo - Boshof - Brandfort - Bultfontein - Christiana - Clarens - Clocolan - Cornelia - Dealesville - Dewetsdorp - Edenburg - Edenville - Excelsior - Fauresmith - Ficksburg - Fouriesburg - Frankfort - Harrismith - Heilbron - Henneman - Hertzogville - Hobhouse - Hoopstad | - Jacobsdal - Jagersfontein - Kestell - Koffiefontein - Koppies - Ladybrand - Lindley - Luckhoff - Mangaung - Maokeng - Marquard - Maselspoort - Memel - Odendaalsrus - Oranjeville - Orkney - Parys - Paul Roux - Petrusburg - Petrus Steyn - Philippolis - Phuthaditjhaba - Reddersburg - Riebeeckstad - Rouxville - Reitz - Sasolburg | - Senekal - Smithfield - Springfontein - Steynsrus - Swinburne - Thaba Nchu - Theunissen - Trompsburg - Tweeling - Tweespruit - Vanstadensrus - Ventersburg - Verkeerdevlei - Vierfontein - Viljoensdrif - Viljoenskroon - Villiers - Virginia - Vrede - Vredefort - Warden - Welkom - Wepener - Wesselsbron - Whites - Winburg - Zastron |